# Grigor Pyrliczew

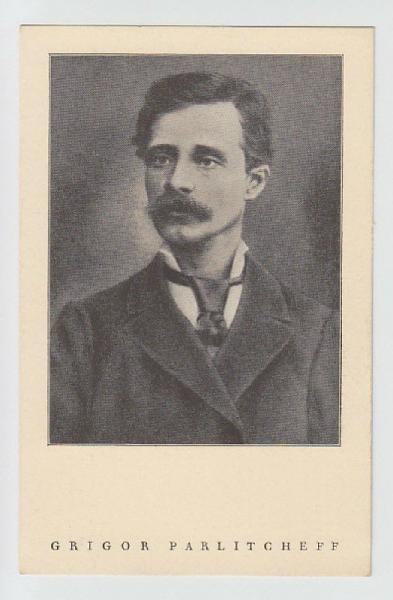
Grigor Pyrliczew

Grigor Pyrliczew (bułg. Григор Пърличев, mac. Григор Прличев, ur. 30 stycznia 1830 w Ochrydzie, zm. 6 lutego 1893) – poeta i pisarz tworzący w językach greckim i bułgarskim. Historiografia bułgarska uważa go za Bułgara, zaś macedońska – za Macedończyka, niektórzy autorzy greccy zaliczają go do twórców literatury nowogreckiej. Sam w swojej autobiografii określił się jako Bułgar.
Pochodził z Ochrydy. Ukończył greckojęzyczną szkołę przy prawosławnej cerkwi. W latach 1850–1851 studiował medycynę na uniwersytecie ateńskim, ale studiów nie ukończył z powodów finansowych.
Sławę zdobył w wieku trzydziestu lat, po publikacji poematu Naczelnik (oryg. Ο Αρματωλός, O Armatolos), napisanego w języku greckim i opublikowanym pod pseudonimem Grigorios Stawridis. Utwór ten otrzymał prestiżową nagrodę literacką w Atenach, a jego autora okrzyknięto „drugim Homerem”. Pyrliczew odmówił jednak kontynuowania nauki języka greckiego i wrócił do Macedonii, zarzucając całkowicie tworzenie w dotychczasowym języku. Udał się do Stambułu, gdzie uczył się języka bułgarskiego. Po powrocie do rodzinnego miasta zaangażował się w zwalczanie wpływów greckich w Macedonii oraz dominacji helleńskiej w lokalnych strukturach Patriarchatu Konstantynopolitańskiego. Domagał się wprowadzenia języka cerkiewnosłowiańskiego do użytku liturgicznego i uznał się za Bułgara. Prawdopodobną przyczyną zmiany poglądów była dla niego informacja o losie braci Dimitara i Konstantina Miładinowów, nauczycieli i zbieraczy macedońskich pieśni ludowych, którzy zostali aresztowani na polecenie władz tureckich pod zarzutem nielegalnej pracy dla Kościoła katolickiego i zmarli w 1862 w więzieniu na tyfus. Pyrliczew uważał, że ich uwięzienie zainspirował lokalny grecki biskup prawosławny i do końca życia reprezentował postawę antyhelleńską.
Dokonał przekładu Iliady na ludowy dialekt regionu ochrydzkiego (który starał się popularyzować jako język literacki). Został ostro skrytykowany przez Bułgarów. Pyrliczew twierdził później, że został przez nich „zniszczony”. Mimo tego swoją wydaną pod koniec życia Autobiografię napisał w języku bułgarskim.
W 1868 opublikował Krótką gramatykę słowiańską, w której wyłożył swój projekt stworzenia wspólnego języka dla wszystkich Słowian.